# Claudia's boszanger
De Claudia's boszanger (Phylloscopus claudiae) is een zangvogel uit de familie Phylloscopidae.

## Verspreiding en leefgebied
Deze soort komt voor in de bergen van westelijk China tot oostelijk Tibet en overwintert in zuidelijk China en Zuidoost-Azië.